# 시부야구립 우에하라 소학교

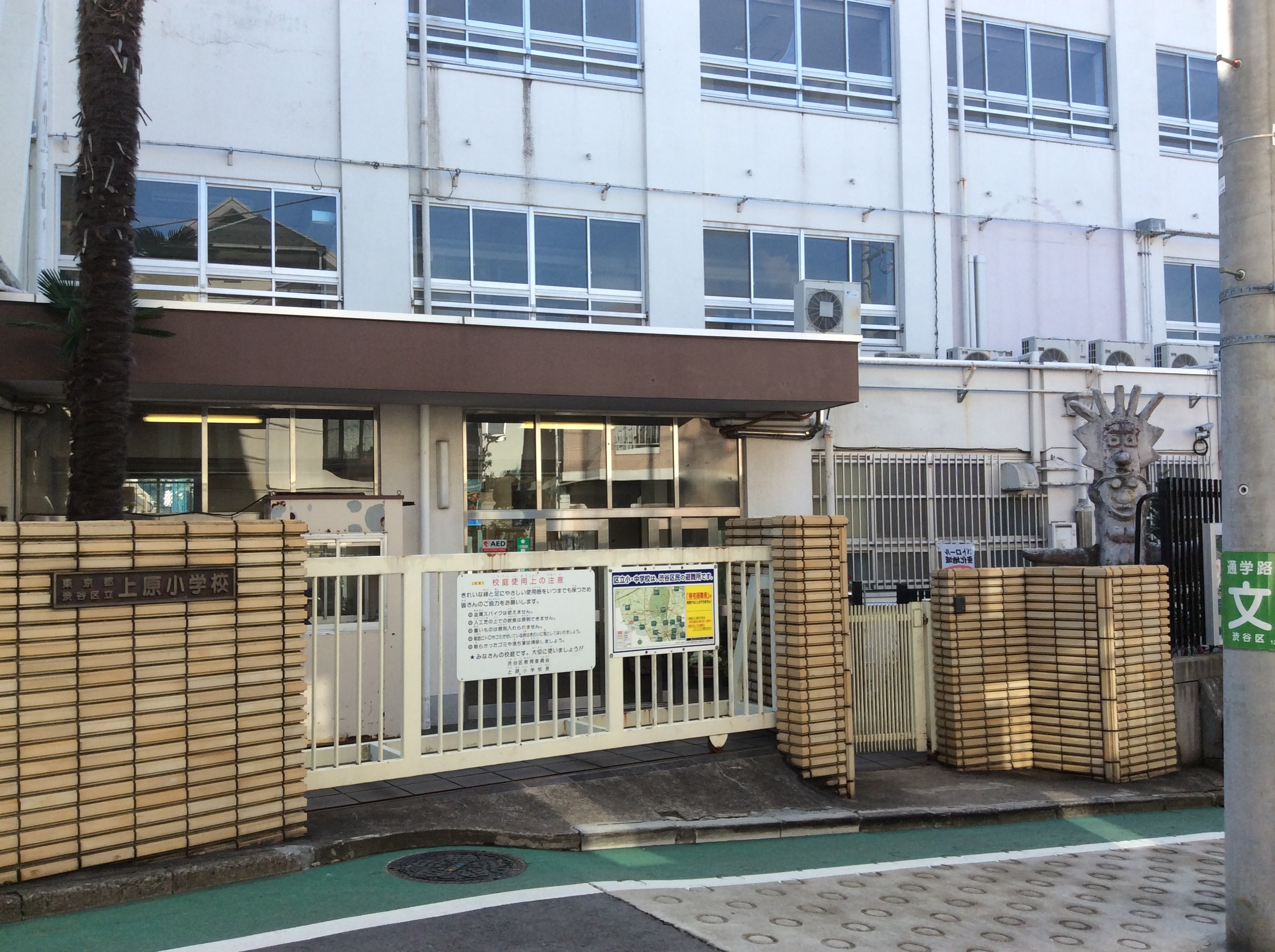
시부야구립 우에하라 소학교

시부야구립 우에하라 소학교(渋谷区立上原小学校)는 일본 도쿄도 시부야구 우에하라에 있는 공립 소학교이다.